# Dalbandin
Dalbandin är huvudort för distriktet Chagai i den pakistanska provinsen Baluchistan. Folkmängden uppgick till cirka 16 000 invånare vid folkräkningen 2017.